# Maira (Fluss)
Der Maira ist ein 67 km langer rechter Nebenfluss des Po in der Provinz Cuneo und der Metropolitanstadt Turin in der italienischen Region Piemont und Namensgeber des von ihm durchflossenen Gebirgstales Valle Maira.
Er entspringt in 2600 m Höhe unterhalb des 2641 m hohen Col de Maurin in den Cottischen Alpen an der Grenze zu Frankreich, fließt ein kurzes Stück nach Süden, wendet sich dann nach Osten, um nach dem Verlassen des Gebirges nach Nordosten und schließlich nach Norden seiner Einmündung bei Lombriasco in den Po entgegenzustreben. Der Fluss dient insbesondere an seinem Oberlauf neben der Stromerzeugung auch dem Wildwassersport.
Das Abflussregime des Maira entspricht dem eines typischen Torrente in den Alpen: Im Frühjahr führt der Fluss die größte Wassermenge, während er in den Sommermonaten austrocknen kann. Über das ganze Jahr hinweg erreicht der Maira eine durchschnittliche Abflussmenge von 13,5 m²/s.

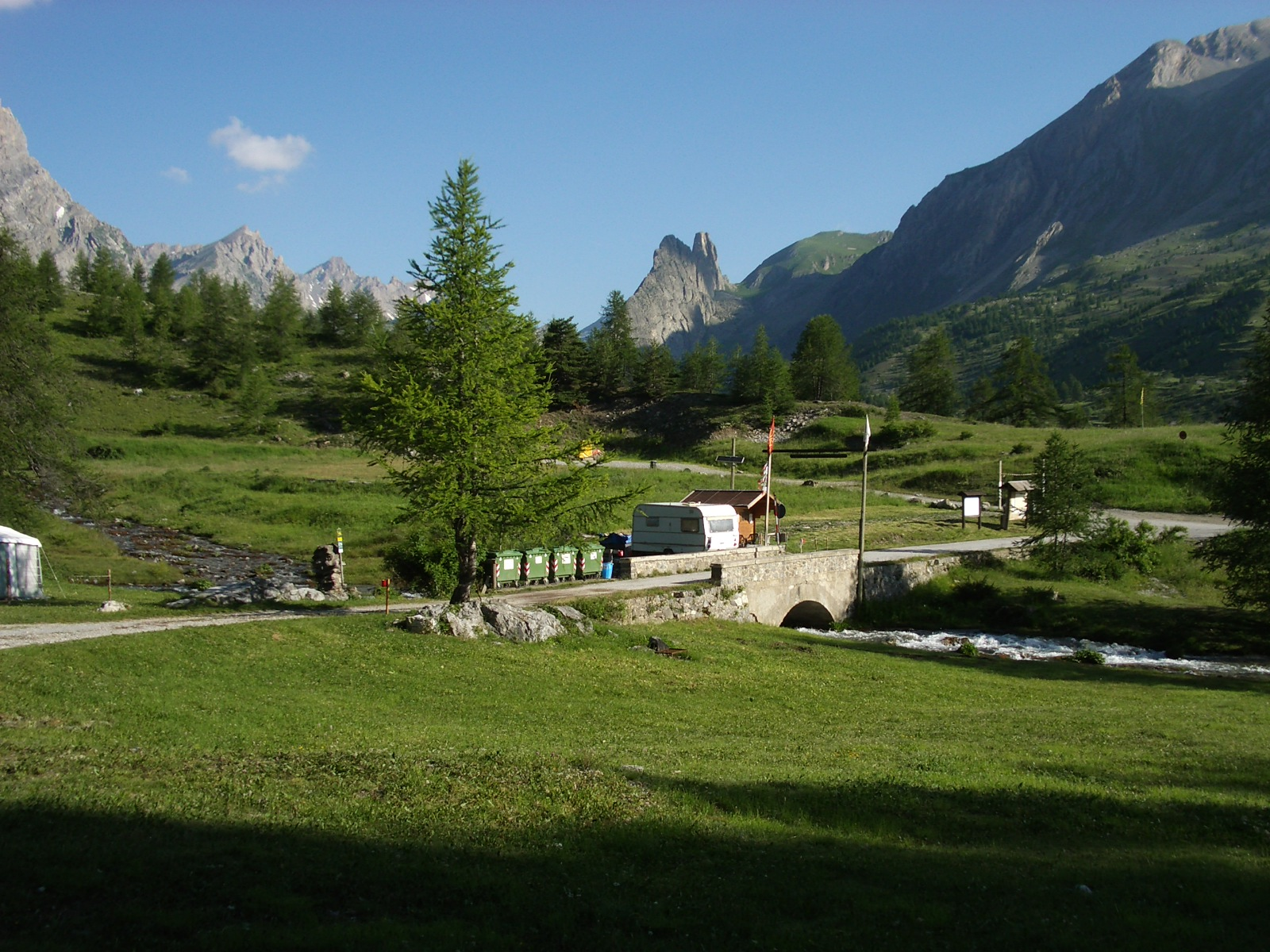
Maira Quelle 1645 m

## Orte am Fluss
- Acceglio
- Prazzo
- San Damiano Macra
- Dronero
- Busca
- Savigliano
- Cavallermaggiore
- Moretta

## Belege
1. ↑  Maira, Treccani.